# Saint-Ouen-en-Brie
Saint-Ouen-en-Brie és un municipi francès, situat al departament de Sena i Marne i a la regió de Illa de França. L'any 2007 tenia 840 habitants.
Forma part del cantó de Nangis, del districte de Provins i de la Comunitat de comunes de la Brie Nangissienne.

## Demografia

### Població
El 2007 la població de fet de Saint-Ouen-en-Brie era de 840 persones. Hi havia 279 famílies, de les quals 32 eren unipersonals (12 homes vivint sols i 20 dones vivint soles), 76 parelles sense fills, 147 parelles amb fills i 24 famílies monoparentals amb fills.
La població ha evolucionat segons el següent gràfic:
Habitants censats

### Habitatges
El 2007 hi havia 299 habitatges, 278 eren l'habitatge principal de la família, 13 eren segones residències i 8 estaven desocupats. Tots els 299 habitatges eren cases. Dels 278 habitatges principals, 269 estaven ocupats pels seus propietaris, 4 estaven llogats i ocupats pels llogaters i 5 estaven cedits a títol gratuït; 1 tenia una cambra, 4 en tenien dues, 23 en tenien tres, 74 en tenien quatre i 176 en tenien cinc o més. 226 habitatges disposaven pel capbaix d'una plaça de pàrquing. A 81 habitatges hi havia un automòbil i a 182 n'hi havia dos o més.

### Piràmide de població
La piràmide de població per edats i sexe el 2009 era:
| Homes | Edats   | Dones |
| ----- | ------- | ----- |
| 0     | 95 o +  | 0     |
| 0     | 90 a 94 | 0     |
| 0     | 85 a 89 | 0     |
| 0     | 80 a 84 | 0     |
| 16    | 75 a 79 | 8     |
| 8     | 70 a 74 | 12    |
| 4     | 65 a 69 | 4     |
| 8     | 60 a 64 | 20    |
| 20    | 55 a 59 | 8     |
| 28    | 50 a 54 | 20    |
| 24    | 45 a 49 | 28    |
| 60    | 40 a 44 | 56    |
| 32    | 35 a 39 | 48    |
| 12    | 30 a 34 | 16    |
| 8     | 25 a 29 | 8     |
| 20    | 20 a 24 | 8     |
| 24    | 15 a 19 | 40    |
| 52    | 10 a 14 | 48    |
| 16    | 5 a 9   | 44    |
| 32    | 0 a 4   | 4     |

## Economia
El 2007 la població en edat de treballar era de 590 persones, 467 eren actives i 123 eren inactives. De les 467 persones actives 435 estaven ocupades (223 homes i 212 dones) i 32 estaven aturades (10 homes i 22 dones). De les 123 persones inactives 29 estaven jubilades, 68 estaven estudiant i 26 estaven classificades com a «altres inactius».

### Ingressos
El 2009 a Saint-Ouen-en-Brie hi havia 276 unitats fiscals que integraven 835 persones, la mediana anual d'ingressos fiscals per persona era de 22.178 €.

### Activitats econòmiques
Dels 16 establiments que hi havia el 2007, 7 eren d'empreses de construcció, 1 d'una empresa de comerç i reparació d'automòbils, 1 d'una empresa de transport, 1 d'una empresa d'hostatgeria i restauració, 2 d'empreses de serveis, 2 d'entitats de l'administració pública i 2 d'empreses classificades com a «altres activitats de serveis».
Dels 6 establiments de servei als particulars que hi havia el 2009, 2 eren guixaires pintors, 2 lampisteries i 2 electricistes.

## Equipaments sanitaris i escolars
El 2009 hi havia una escola elemental integrada dins d'un grup escolar amb les comunes properes formant una escola dispersa.

## Poblacions més properes
El següent diagrama mostra les poblacions més properes.